# Gesundheitshaus Pankow
Das Gesundheitshaus Pankow war das erste kommunale Gesundheitshaus in Deutschland und sollte beispielgebend für andere Städte und Kommunen der Weimarer Republik sein. Das Gesundheitshaus befindet sich in Berlin unweit des Bahnhofs Pankow, dessen dunkle Klinkerfassade das Gesundheitshaus aufgreift. Es steht unter Denkmalschutz.

## Vorgeschichte
Pankow gehörte ab dem 27. April 1920 zur neugeschaffenen Einheitsgemeinde Groß-Berlin und umfasste die Ortsteile Niederschönhausen, Rosenthal, Blankenfelde, Buchholz, Buch, Karow, Blankenburg und Heinersdorf. Die verschiedenen Bereiche des Gesundheitsamtes waren damals auf mehrere Orte verteilt. Die Säuglingsfürsorge war in einem „halb verfallenen“ Bauernhaus auf dem Grundstück Berliner Straße/Florastraße (heute: Garbátyplatz) einquartiert. In Nachbarschaft befand sich die Lungenfürsorge. Wegen Platzmangel mussten die Mütter auch bei Regen vor der Tür warten.
Die als Baugrundstück vorgesehene Fläche Grunowstraße 8–11 diente als Tennisplatz.

## Musterbau

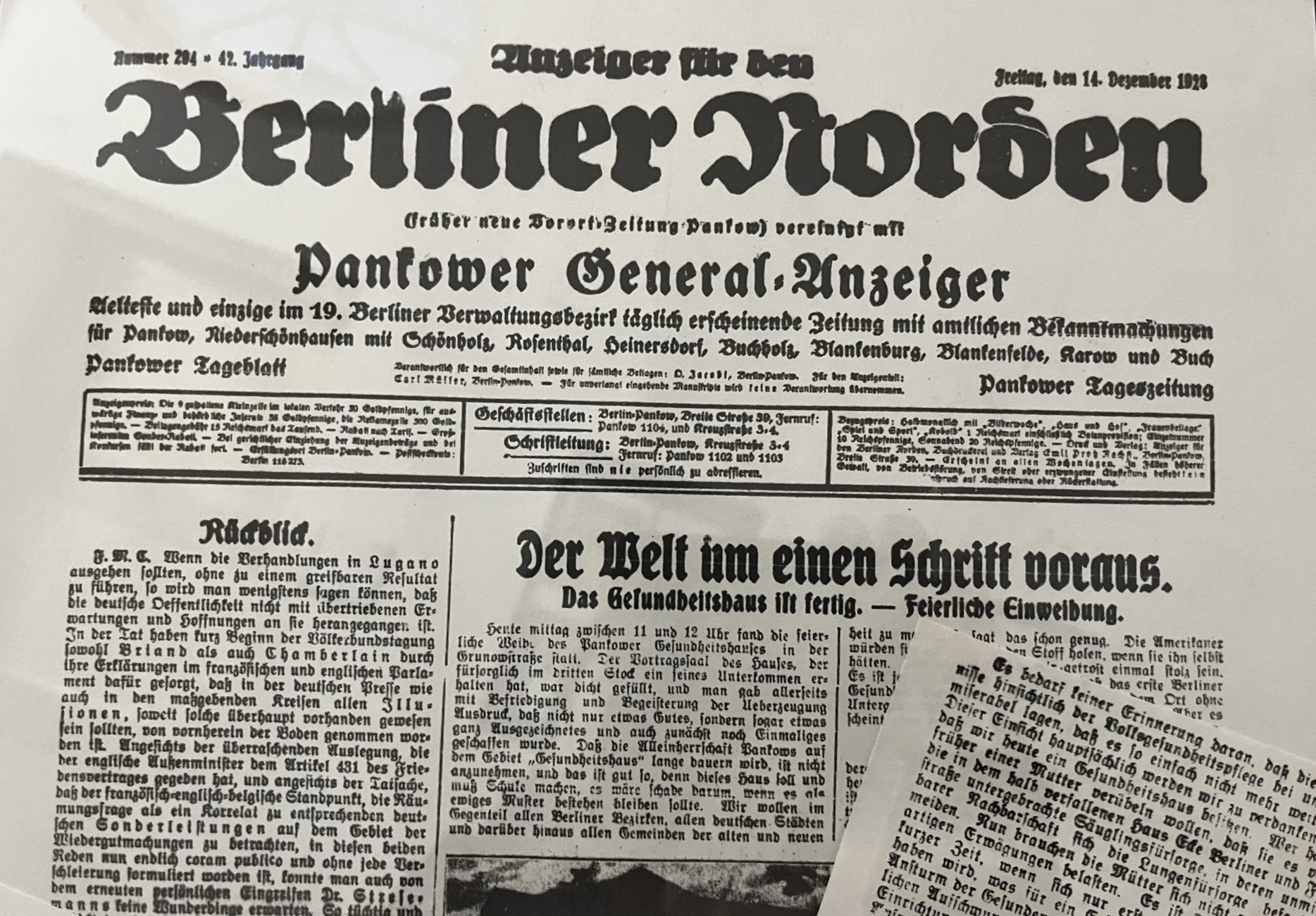
Titelseite mit Aufmacher zur Einweihung am 14. Dezember 1928

Am 7. Mai 1924 beschloss die Gesundheitsverwaltung Pankow im Einvernehmen mit dem Bezirksgesundheitsamt Pankow und dem Hauptgesundheitsamt Berlin den Bau eines mustergültigen Gesundheitshauses. Treibende Kraft war der damalige Pankower Bürgermeister Hans Meißner, dem zugleich das Gesundheitsamt unterstellt war. Der Grundstein wurde im November 1926 gelegt. Den Entwurf im Stil des Klinkerexpressionismus lieferte der Magistratsbaurat Eilert Franzen, für die Fassade und Teile der Innenausstattung war der Architekt Georg Pötschke verantwortlich. Im September 1928 wurde das Gesundheitshaus durch die Pankower Bauunternehmung Carl Schmidt fertiggestellt, die auch den Erweiterungsbau des Pankower Rathauses ausführte. Die Einweihung fand am 14. Dezember 1928 von 11 bis 12 Uhr mit 150 geladenen Gästen statt. Die Baukosten betrugen 858.000 Reichsmark. Gemessen an der heutigen Kaufkraft entspricht dies einem Betrag von etwa 3.700.000 EUR. Der lokale Anzeiger für den Berliner Norden vom Freitag, dem 14. Dezember 1928, titelte mit der Überschrift Der Welt um einen Schritt voraus. Das Gesundheitshaus ist fertig. Weiter hieß es:

„Es ist auch wirklich ein Wunder, daß das erste Berliner Gesundheitshaus ausgerechnet in Pankow, dem Ort ohne Untergrundbahn und Schwimmbad, gebaut wird. […] Daß die Alleinherrschaft Pankows auf dem Gebiet „Gesundheitshaus“ lange dauern wird, ist nicht anzunehmen, und das ist gut so, denn dieses Haus soll und muß Schule machen, es wäre schade darum, wenn es als ewiges Muster bestehen bleiben sollte. […] Das Pankower ‚Gesundheitshaus‘ müßte in tausendfacher Auflage überall da entstehen, wo Menschen wohnen.“

## Architektur und Nutzung

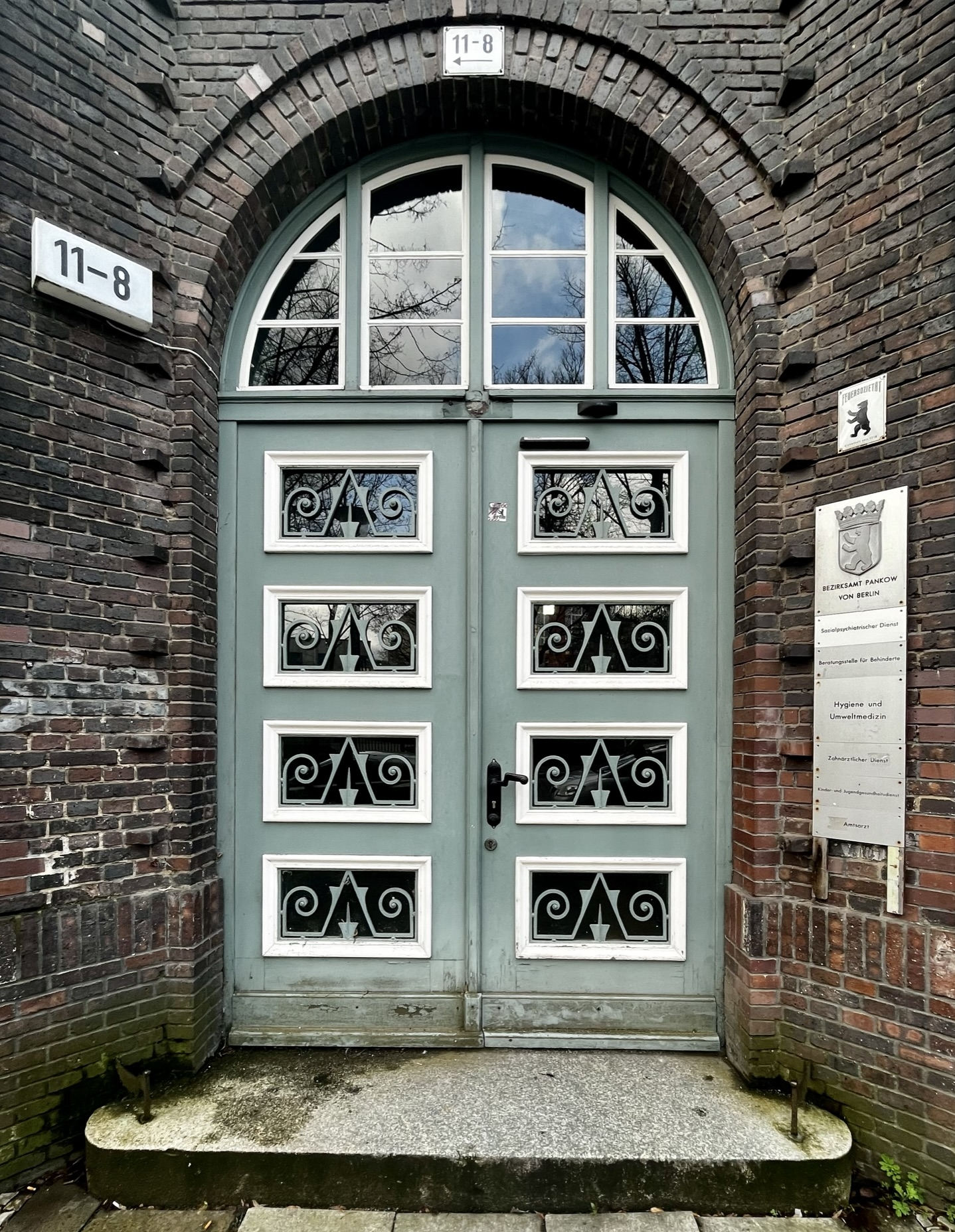
Haupteingang zum Gesundheitshaus (2023)

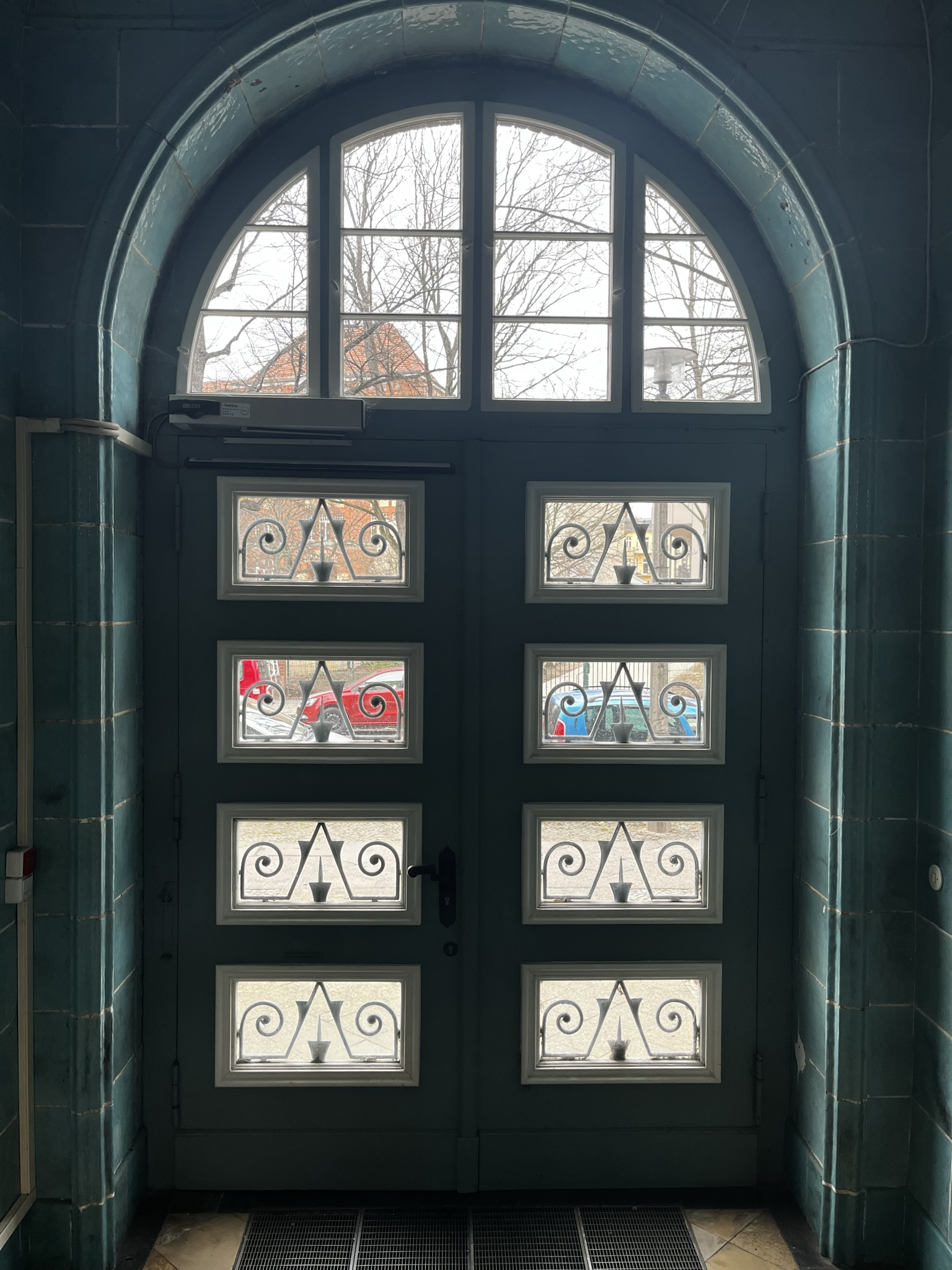
Haupteingangstür von innen (2023)

### Gestaltung
Das Gebäude ist ein dreietagiger spätexpressionistischer Klinkerbau mit einem Satteldach und nimmt die Grundstücke Grunowstraße 8–11 ein. Die Fassadenbetonung erfolgt durch Mittel- und Seitenrisalite sowie durch ein zusätzliches Attikageschoss. In der Mitte befindet sich eine dreiteilige, von Pfeilern eingefasste Tordurchfahrt, darüber ein Balkon mit schmiedeeisernem Geländer, darin der Schriftzug „GESUNDHEITSHAUS“. Das Tor wird von zwei Türen flankiert, die in die Treppenhäuser links und rechts führen.
Als Kunst am Bau sind Schmuckfriese (stilisierte Agaven und Pinienzapfen) zwischen den Etagen angeordnet, auch die Fensterbänder sind mit versetzt gemauerten Klinkern hervorgehoben. Schließlich sind die auf die Seitenrisalite aufgestellten, aus hellem Sandstein gearbeiteten Skulpturen erwähnenswert, die Allegorien auf Gesundheitsthemen darstellen:
1. Frau mit Säugling (Schwangerenbetreuung und Säuglingsfürsorge)
2. Mann mit Lupe und Glaskolben (Medizin)
3. Frau mit Kleinkind (Kinderfürsorge)
4. Frau mit Pflanzen (Pflanzenheilkunde)
5. Mann mit Schriftrolle und Äskulapstab (Arzt)
6. Frau mit Schale (Hygiene)

Die Fenstergliederung ist sehr lebhaft. Das im Bild gezeigte Treppenhaus im nördlichen Risalit ist im Originalzustand erhalten.

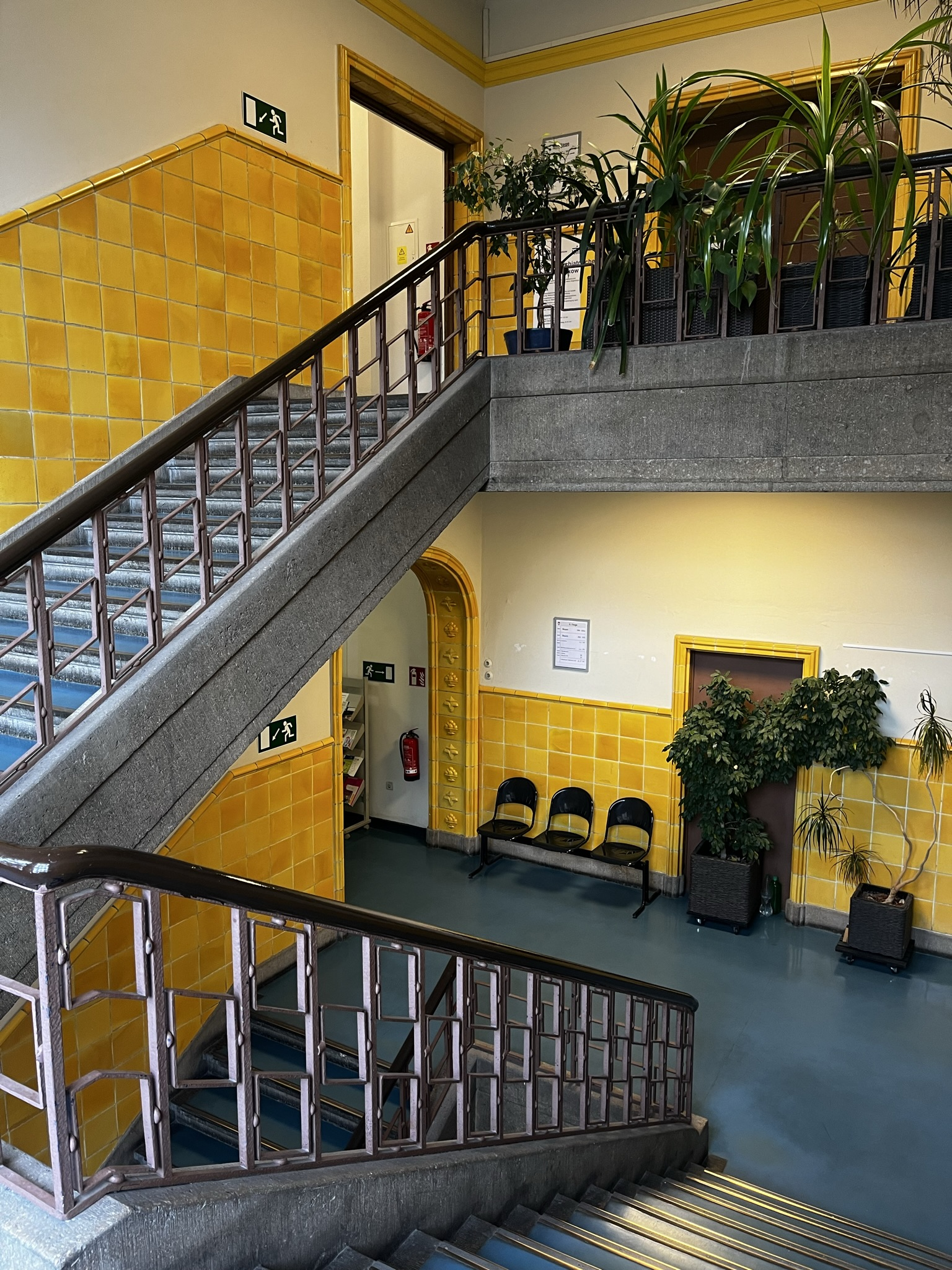
Haupttreppenhaus (2023)

Im ersten Obergeschoss sind der blaue Wartesaal und im zweiten Obergeschoss der braune Wartesaal untergebracht. Wände, Säulen, ein Schmuckbrunnen und ein wasserbespültes Speibecken für Tbc-Patienten im blauen Wartesaal sind blau gefliest. Der braune Wartesaal ist entsprechend braun gefliest, nur fehlt das Speibecken. Dafür ist der Schmuckbrunnen mit mehreren Relieffliesen detaillierter gestaltet.
Auf der Rückseite des Gebäudes schmückt eine weitere Figur die Fassade. Über dem Hofeingang befindet sich als Eckfigur ein Putto auf einem Füllhorn, vermutlich ein Hinweis auf die armenpflegerischen Aufgaben des Gesundheitshauses.

### Nutzungen
Die Architekten hatten laut Grundriss folgende Aufteilung im Haus vorgesehen: Im Erdgeschoss waren die Rettungsstelle, die Säuglingsfürsorge („dabei ein großer Raum zum Unterstellen der Kinderwagen mit Aufsicht“), die Geschlechtskrankheitenfürsorge und die Alkoholiker- bzw. Psychopathenfürsorge untergebracht. Die Säuglingsfürsorge befand sich links der Hausdurchfahrt und verfügte über ein Anmeldezimmer mit Kartothek, einen Wickelraum, ein Untersuchungszimmer, einen Operationssaal, ein Quarantänezimmer und einen Raum zur Bestrahlung mit Höhensonne. Gegenüber – auf der anderen Seite der Durchfahrt – war die Rettungsstelle untergebracht, mit Unfallstation (Verbandsraum, Totenraum) und Abteilung für Geschlechtskrankheiten. Für das Krankenauto der Rettungsstelle gab es auf dem Hof eine Garage. Rechts vom Haupteingang war der Hausmeister einquartiert. Die Hausmeisterwohnung bestand aus zwei Zimmern sowie Küche und Bad. Im Kellergeschoss war die Entlausungsstelle mit einem direkten Zugang über den Hofeinegang untergebracht.
Im linken Flügel des 1. Obergeschosses befand sich die Lungenfürsorge (Schwerpunkt Tbc) mit Untersuchungszimmer und Röntgenkabinett einschließlich Film-Entwicklungslabor. Im rechten Flügel lagen die Büroräume der Verwaltung inklusive Bücherei sowie ein Ärzte- und ein Schwesternzimmer.
Im 2. Obergeschoss hatte sich die Abteilung Schulfürsorge mit Schulzahnklinik etabliert. Diese umfasste drei Behandlungszimmer, einen Waschraum, ein Wartezimmer, zwei Isolationsräume sowie die Toiletten für Mädchen und Jungen. Gegenüber lagen die Verwaltungsräume des Gesundheitsamts und der Sitz des Stadtarztes. Im Dachgeschoss gab es einen Vortragsraum mit Filmlabor und Ausstellungsraum sowie eine Waschküche mit Trockenboden.

## Das Haus in der NS-Zeit

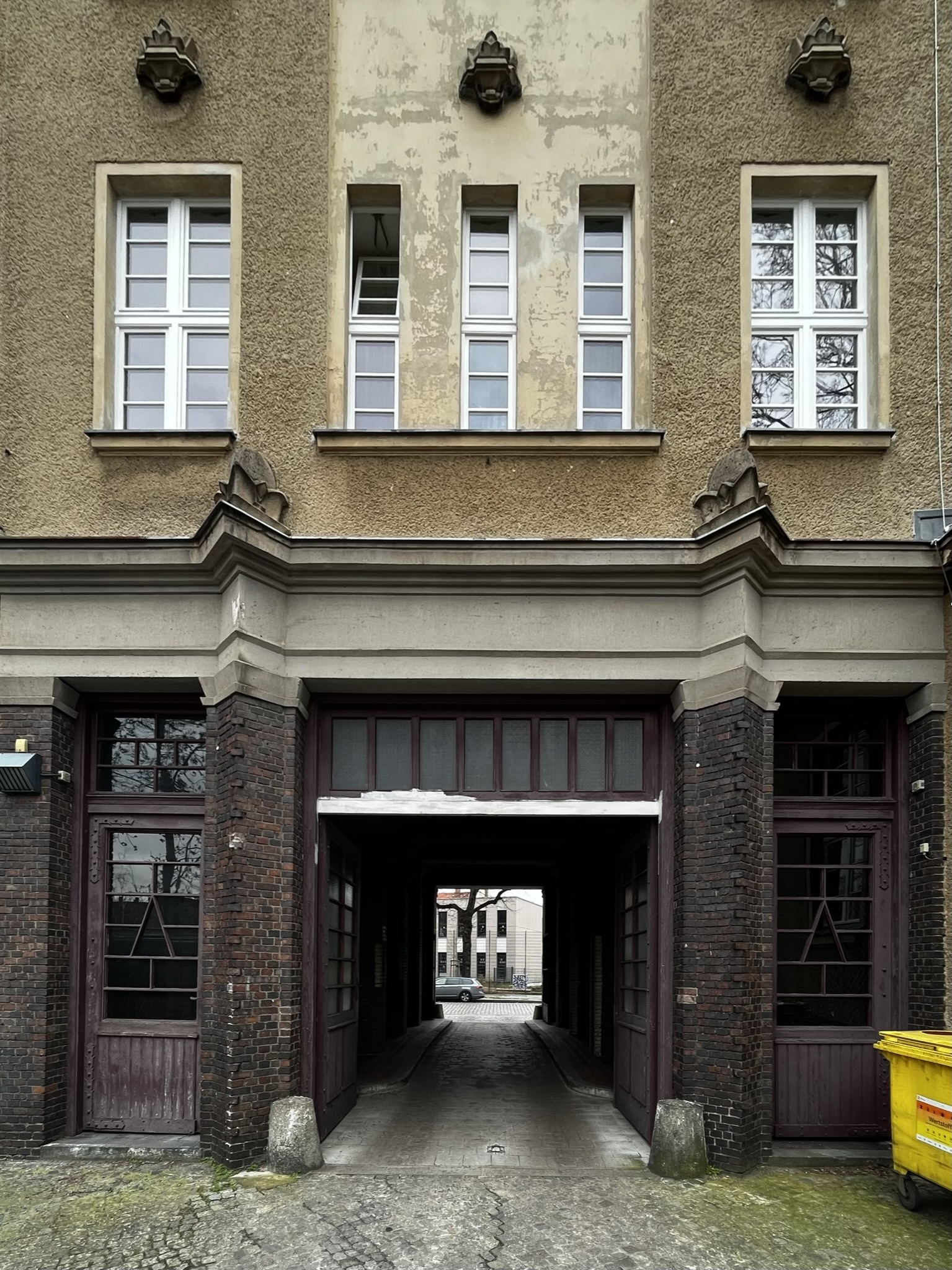
Hofausfahrt (2023)

Im Jahr 1935 wurde die Rettungsstelle an das Berliner Rettungsamt angegliedert. In die freien Räume zog die Beratungsstelle für Erb- und Rassenpflege, die dem Gesundheitsamt untergeordnet worden war. Mit Kriegsbeginn wurde 1939/40 ein großer Teil der Kellerräume zu Luftschutzzwecken umgebaut, zum Beispiel durch den Einbau feuerfester Luftschutzstahltüren bzw. Luftschutzstahlklappen vor den Kellerfenstern. In die Vortrags- und Ausstellungsräumen zog eine Kriegsdienststelle und in der Desinfektionsabteilung wurde eine Luftschutzrettungsstelle untergebracht. Das Gebäude behielt aber seinen Namen Gesundheitshaus.
Während der Schlacht um Berlin kam es zu erheblichen Schäden durch Artillerietreffer. Vor allem die Behandlungsräume der Schulzahnklinik in der 2. Etage waren davon betroffen. Im April 1945 versuchte ein sowjetischer Panzer vom Typ T-34 durch die Tordurchfahrt auf den Hof zu gelangen. Der Versuch misslang und der Panzer musste zurücksetzen. Dabei wurden die Pfeiler auf der rechten Seite beschädigt. Die Ausbesserungen aus den 1980er Jahren mit nachgebrannten Klinkern sind noch heute zu erkennen.

## Seit Kriegsende 1945
Bereits ab Juni 1945 fand im Haus ein geregelter Sprechstundenbetrieb statt. Medizinische Unterstützung auf dem Gebiet der Säuglings- und Kleinkinderfürsorge leistete von 1945 bis zum Beginn der Fünfzigerjahre das Schwedische Rote Kreuz. Bis zu den 1980er Jahren wurde im Haus einiges baulich verändert. Der blaue Wartesaal wurde durch eine Trennwand halbiert. Die großen elektrischen Normaluhren im 1. und 2. Stock wurden in den 1980er Jahren entfernt. Das ehemalige Vortragszimmer im Dachgeschoss wurde zu einem Mehrzweckraum umgebaut und war fortan Kulturraum für Dienstberatungen, Kinovorführungen und Kinderweihnachtsfeiern. Das Ausstellungszimmer diente jahrzehntelang als Speise- und Kantinenraum. Von 1990 bis 2006 befand sich die Veterinär- und Lebensmittelaufsicht im Haus. Heute (Stand 2023) sind im Gesundheitshaus der Kinder- und Jugendgesundheitsdienst, der Bereich Hygiene und Umweltmedizin, der zahnärztliche Dienst, der sozialpsychiatrische Dienst, die Beratungsstelle für behinderte Menschen und das Büro des Amtsleiters untergebracht.